# Dymitr Kaliszewicz
Dymitr Kaliszewicz – polski ekonomista, profesor nauk ekonomicznych, pracownik naukowy Katedry Ekonomiki Przedsiębiorstw Wydziału Nauk Ekonomicznych Uniwersytetu Warmińsko-Mazurskiego w Olsztynie.

## Życiorys
W 1966 r. ukończył studia w Wyższej Szkole Rolniczej w Olsztynie, w 1991 r. uzyskał tytuł profesora nauk ekonomicznych. Był profesorem zwyczajnym w Katedrze Ekonomiki na Wydziale Nauk Ekonomicznych Uniwersytetu Warmińsko-Mazurskiego w Olsztynie.